# Renderização baseada em física

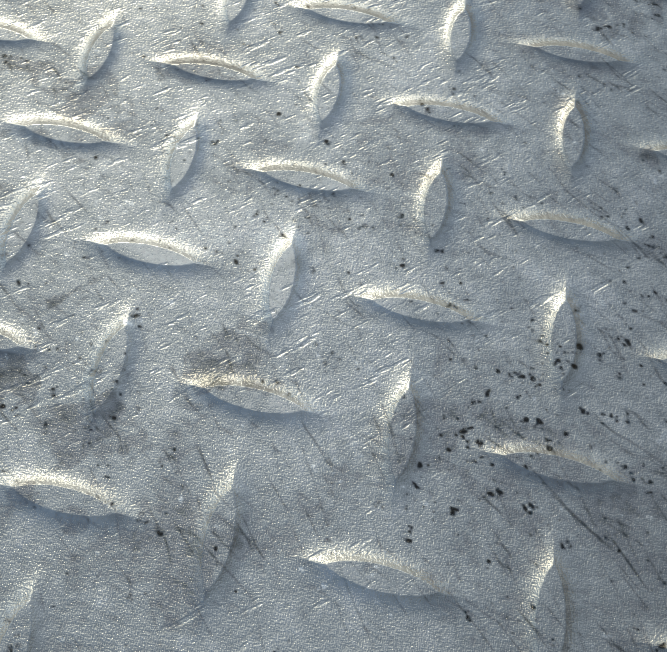
Uma textura de placa de diamante princípios de renderização baseada em física. Micro escoriações cobrem o material, dando-lhe um aspecto áspero realista, mesmo que o material seja um metal. Realces especulares são altos e modelados realisticamente na borda dos cortes, usando um mapa normal.

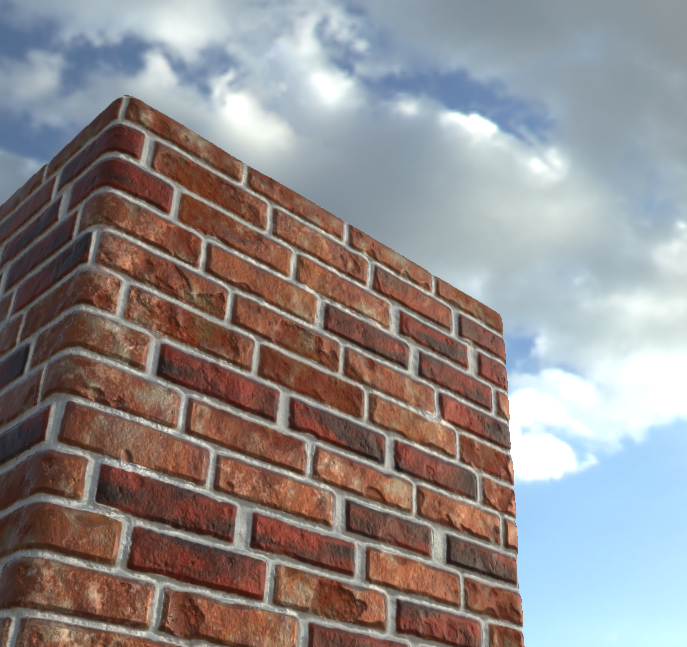
Uma imagem de tijolos renderizado usando PBR. Mesmo que esta seja uma superfície áspera opaco, não apenas luz difusa é refletida pelo lado mais brilhante do material, criando pequenos realces, pois "tudo é brilhante" no modelo do mundo real baseado em física. Tessellation é usada para gerar uma malha do objeto a partir de um mapa de alturas e um mapa normal, criando mais detalhes.

Renderização baseada em física (em inglês, physically based rendering, ou PBR) é um modelo de sombreamento em computação gráfica que busca renderizar gráficos de uma forma que modele com mais precisão o fluxo de luz no mundo real. Muitas pipelines de PBR (embora não todas) têm a simulação precisa de fotorealismo como seu objetivo, muitas vezes em tempo real de computação. A fotogrametria pode ser usada para ajudar a descobrir e codificar propriedades ópticas dos materiais mais precisamente.

## História
Começando na década de 1980, vários pesquisadores de renderização  trabalharam na criação de uma base teórica sólida para a renderização que levasse em conta a exatidão física. Muito desse trabalho foi desenvolvido na Universidade de Cornell, pelo Programa de Computação Gráfica, em um artigo de 1997 onde o laboratório descreveu o trabalho realizado na universidade de Cornell nesta área até então.
A expressão PBR foi mais amplamente popularizada por Matt Pharr, Greg Humphreys, e Pat Hanrahan no livro de mesmo nome lançado em 2004; um trabalho seminal na computação gráfica moderna que rendeu a seus autores um Oscar em efeitos especiais.

## Processo
Como descrito pelo pesquisador Jeff Russell, uma pipeline de renderização baseada em física pode centrar-se nas seguintes áreas:
- Reflexão
- Difusão
- Translucidez e transparência
- Conservação de energia
- Metalicidade
- Refletividade Fresnel
- Dispersão de microsuperfície

PBR é, como Joe Wilson coloca, "mais um conceito do que um conjunto estrito de regras", mas o conceito contém várias pontos importantes. Um deles é que ao contrário de muitos modelos anteriores que procuraram diferenciar superfícies não-reflexivas e reflexivas, PBR reconhece que no mundo real, como João Hable coloca, "tudo é brilhante". Mesmo superfícies "planas" ou "matte" no mundo real, tais como borracha, irão refletir um pouco de luz, e muitos metais e líquidos irão refletir muito. Outra coisa que o modelo PBR tenta fazer é integrar fotogrametria - medidas a partir de fotografias de materiais do mundo real - para estudar e replicar intervalos de valores fisicamente reais para simular com precisão propriedades físicas como albedo, brilho, refletividade e outras. Finalmente, a PBR coloca uma grande ênfase nas microsuperfícies, que muitas vezes contêm outras texturas e modelos matemáticos específicos para realces especulares e cavidades em pequena escala, resultando em suavidade ou aspereza além dos mapas especular e de refletividade normais.

## Aplicação
Graças ao alto desempenho e baixo custo do hardware moderno tornou-se viável o uso de PBR, não só industrialmente, mas também para fins de entretenimento onde quer que imagens fotorrealistas sejam desejadas, incluindo videogames e filmes. Já que dispositivos móveis para consumidores como smartphones são capazes de executar conteúdo de VR em tempo real, a PBR tem criado um mercado de programas fáceis de usar e grátis, que definem e processam conteúdo em tempo real, onde sacrifícios à fidelidade visual são aceitáveis:
- Unreal Engine 4
- Unity
- JME3
- Blender

## Estado da arte
Uma aplicação típica fornece uma interface gráfica do usuário intuitiva que permite que artistas definam e combinem camadas de materiais com propriedades arbitrárias e atribuem-las a um determinado objeto 2D ou 3D para recriar a aparência de qualquer material orgânico ou sintético. Os ambientes podem ser definidos com shaders e texturas processuais, bem como geometrias processuais, malhas ou nuvens de pontos. Se possível, todas as alterações são visíveis em tempo real, permitindo iterações rápidas. Aplicações sofisticadas permitem que os utilizadores mais experientes escrevam shaders personalizados em uma linguagem de sombreamento.